# Campo sujo

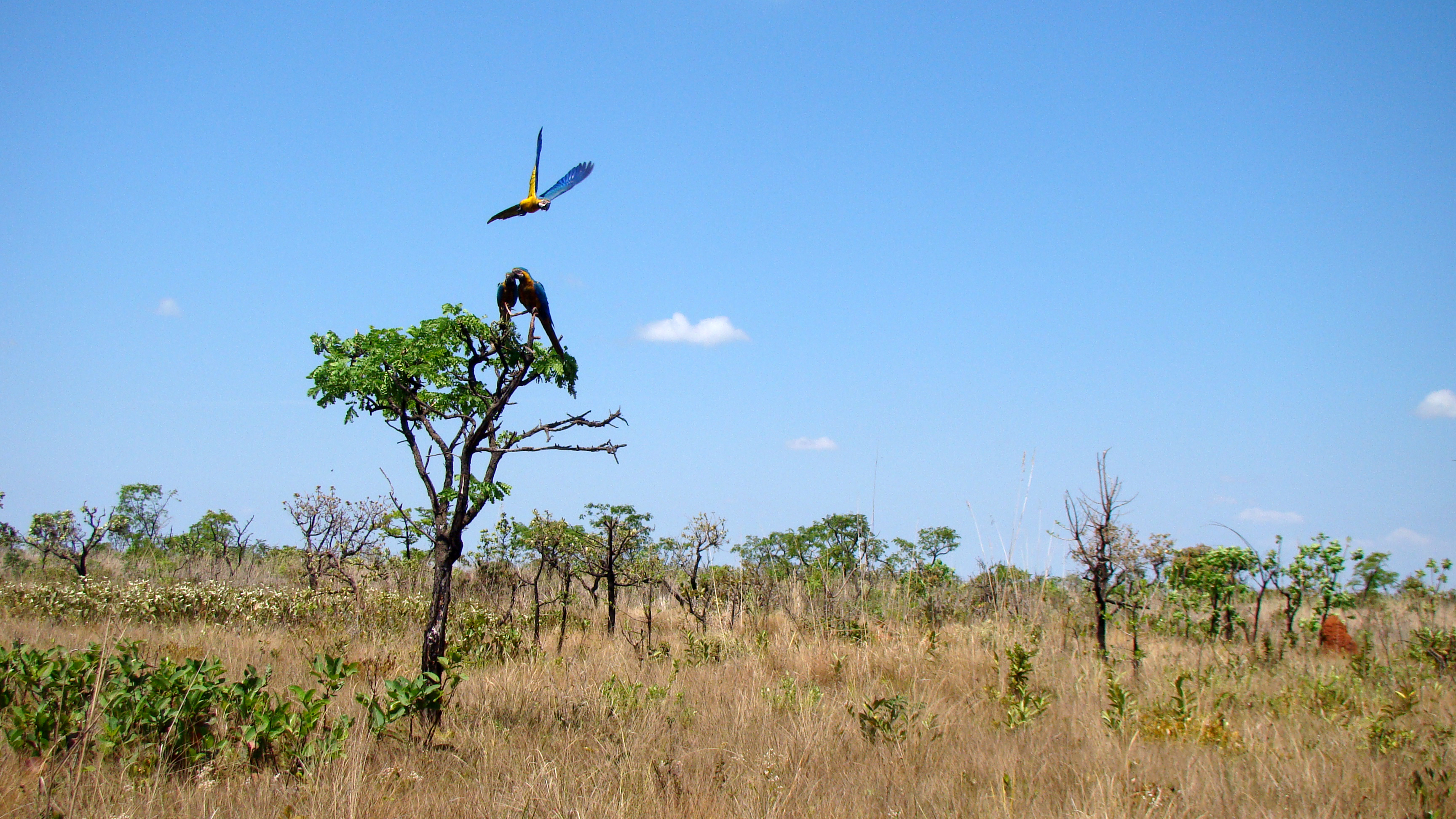
Área de campo sujo no Parque Nacional das Emas, Goiás

Campo sujo é um dos tipos de cerrado formado de vegetação com fisionomia herbácea e arbustiva com arbustos e subarbustos espaçados entre si. Geralmente estão sobre solos mais rasos que podem apresentar pequenos trechos de rochas ou solos mais profundos mas pouco férteis. 
Também pode ser considerado um “pós-campo limpo”, uma outra etapa do desenvolvimento da flora existente. Da mesma forma que o campo limpo varia com a umidade do solo e a topografia, podendo ser classificado como campo sujo, campo úmido e campo seco.
Na classificação do IBGE de 2012, o termo é usado também para uma subcategoria da vegetação dos pampas, a estepe parque.